# Catherine Murray
Pour les articles homonymes, voir Bruce et Murray.
Ne doit pas être confondu avec [[:Catherine Murray, comtesse de Dunmore (en)]].
Catherine Murray, comtesse de Dysart (née Bruce, également connue sous le nom de Katherine ; morte le 2 août 1649) est une aristocrate écossaise. Elle est l'épouse de William Murray, 1er comte de Dysart et la mère d'Elizabeth Maitland, duchesse de Lauderdale. Elle est responsable de la gestion de la demeure familiale Ham House et la défend face à leurs opposants au Parlement qui tentent à plusieurs reprises de la mettre sous séquestre à la fin de la guerre civile anglaise. Catherine Murray est peinte par des artistes de renom tels qu'Antoine van Dyck et John Hoskins.

## Biographie

### Naissance
Catherine Bruce est la fille du colonel Norman Bruce et de son épouse Janet Norvell. Norman Bruce est le deuxième fils du 8e baron de Clackmannan. Catherine Bruce fait partie d'une famille dont la lignée remonte à Robert Bruce, roi d'Écosse.

### Mariage, famille et biens
Au milieu des années 1620, Catherine Bruce épouse William Murray (1er comte de Dysart), le fils du pasteur de Dysart, Fife, qui peut retracer sa lignée jusqu'à Jacques II d'Écosse. Elizabeth Murray, leur fille aînée, est baptisée à St. Martin-in-the-Fields le 28 septembre 1626. Le couple a quatre autres filles, dont l'une meurt en 1636. Les époux sont de fervents supporters royalistes. En 1626, William Murray est nommé gentilhomme de la Chambre par Charles Ier et la famille s'installe à Ham House près de Richmond. Catherine Murray est nommée dame d'honneur de la reine Henriette-Marie de France. En 1626, William Murray reçoit du roi la propriété de Ham House. Lorsque William Murray lance un programme de rénovation pour élever Ham House au plus haut niveau du goût courtois, Catherine Murray meuble la maison de textiles de soie richement brodés et de tentures murales en cuir,.

### Guerre civile anglaise
Lors du déclenchement de la guerre civile anglaise William Murray quitte sa famille pour se mettre au service du roi, laissant à Catherine Murray le soin de gérer la famille et le domaine. En 1641, William Murray transfère la propriété du domaine de Ham House à Catherine Murray, sous la supervision de fiduciaires dirigés par Thomas Bruce, 1er Lord Elgin, afin de protéger leurs actifs. Elle et ses filles, depuis Ham House, réussissent à se rendre occasionnellement à la cour lorsque cette dernière est installée à Oxford, en amont de la Tamise. Faisant partie d'une importante famille royaliste, elle attire l'attention du Parlement, qui l'accuse en 1643 d'avoir secrètement acheminé des fonds au roi. Elle réussit à réfuter l'accusation, mais elle est menacée d'emprisonnement dans les années qui suivent. Malgré ces circonstances, Catherine Murray emmène ses filles à la cour d'Oxford pour l'hiver 1643-1644. Elle continue également à recevoir des invités à Ham House, Thomas Knyvett (en) notant en mai 1644 qu'il a été « aimablement reçu » par une « dame très distinguée et discrète ». Tout aussi discrètement, lors de son voyage à l'étranger en 1645 - aux Pays-Bas et en France ainsi qu'en Écosse - elle rend visite à son mari tandis qu'il est au service du roi, sans éveiller les soupçons des autorités parlementaires. Un permis de débarquement, nécessaire à son retour en Angleterre, est signé par Lord Warwick, qui ne l'aurait pas fait si elle avait été soupçonnée d'avoir entrepris des activités d'espionnage.
Peu après le début de la guerre civile, le domaine d'Ham House est mis sous séquestre par le Parlement. Catherine Murray fait appel de cette condamnation à plusieurs reprises et après son retour en Angleterre, après des mois de lutte acharnée, elle recouvre la propriété moyennant le paiement d'une amende de 500 livres sterling,.

### Mort
En 1648, Catherine Murray transfère la propriété du domaine de Ham House à Elizabeth Tollemache et à son mari Lionel Tollemache. Catherine Murray, tombée malade, écrit à Lord Elgin pour lui demander de continuer à soutenir ses filles en cas de décès. Elle meurt le 2 août 1649 et elle est enterrée à l'église de Petersham,. Sa plaque funéraire, qui a été offerte au National Trust par Sir Humphry Tollemache (en) en 1976, exclut son titre de comtesse de Dysart, mais mentionne que « l'ensemble des funérailles a été célébré avec toute la solennité appropriée à son rang. »  .

## Dans les arts

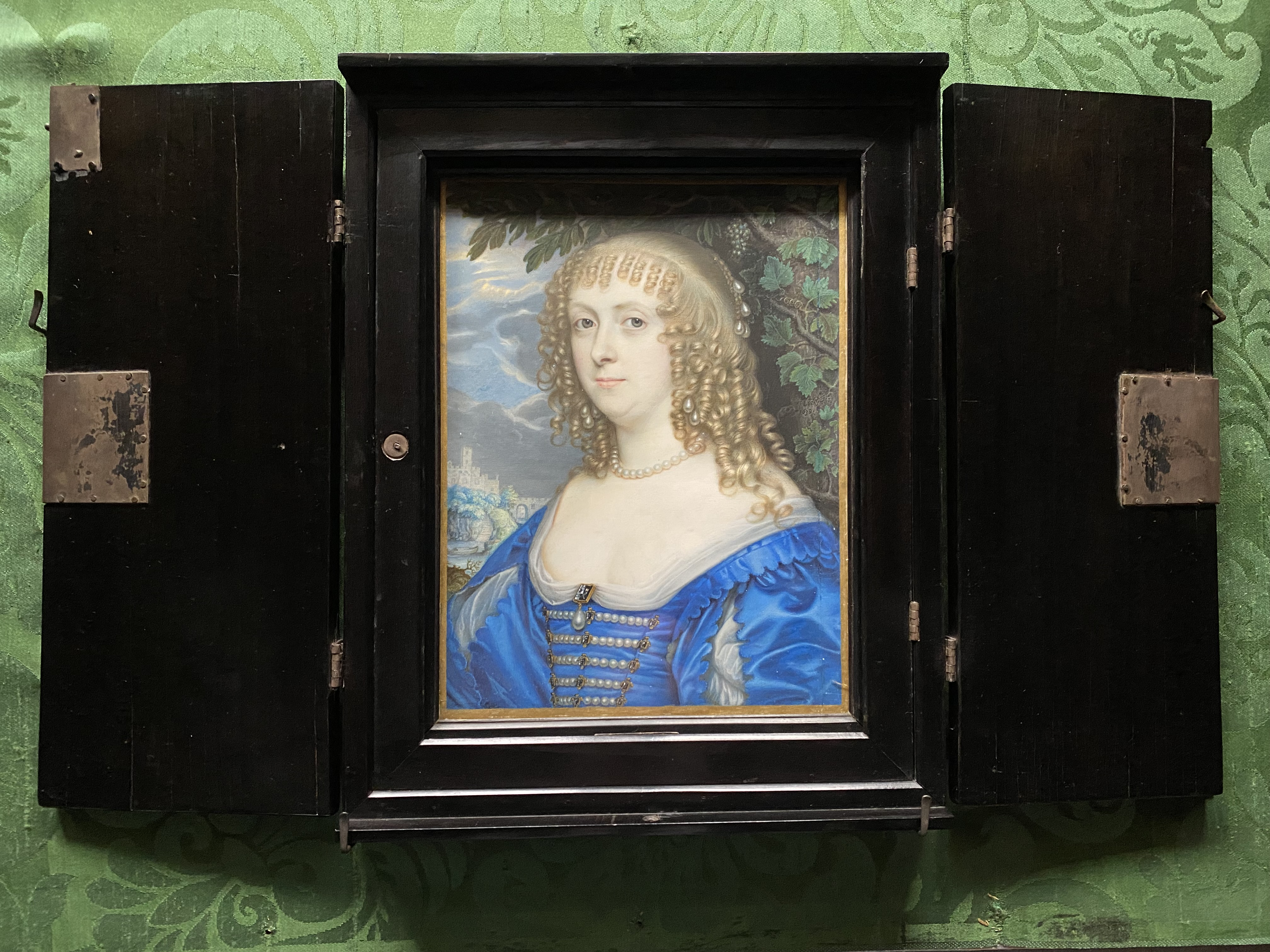
Catherine Bruce, Mme William Murray, comtesse de Dysart (morte en 1649) par John Hoskins l'aîné, 1638.

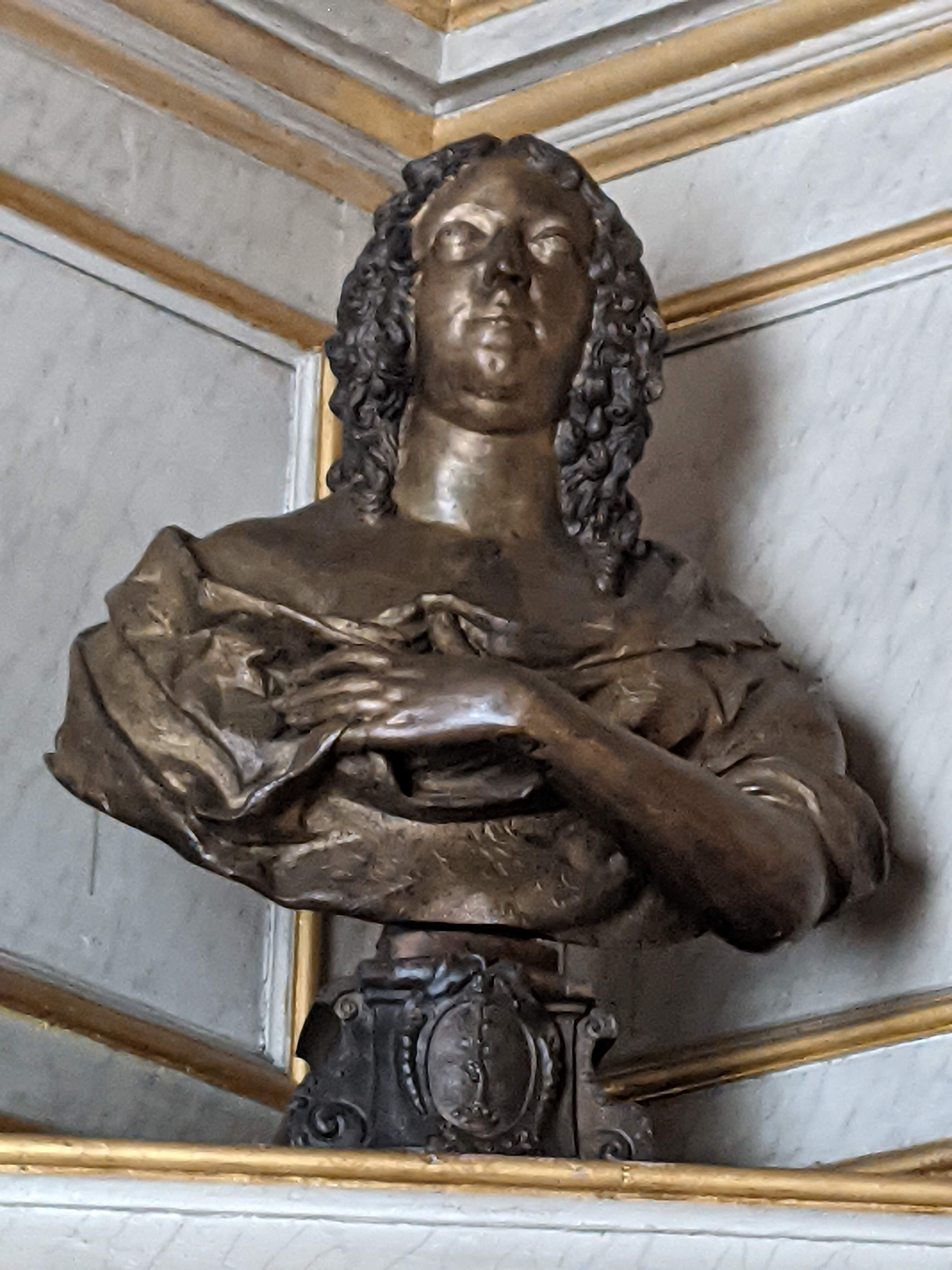
Buste de Catherine Bruce, Mrs William Murray, en bronze, attribué à Peter Besnier.

Catherine Murray est représentée par plusieurs artistes notables de l'époque.
- Un portrait miniature par John Hoskins l'aîné[25],[26], considéré comme sa plus belle œuvre[27]  ainsi que l'une de ses plus grandes[28]. Le portrait, signé et daté de 1638, est présenté dans son cadre en ébène avec des montures en argent. Il présente la comtesse dans une robe de satin bleu richement garnie de perles, dans un paysage avec un château en arrière-plan[28]. Une copie de 1649 de cette œuvre par Alexander Marshal (en)[29] avec une représentation de Ham House en arrière-plan au lieu du château, sert de référence architecturale importante pour la propriété[29].
- Un portrait d'Antoine van Dyck est accroché à Petworth House, demeure d'Algernon Percy (10e comte de Northumberland), connu de la famille Murray[6]. Le tableau fait partie d'une série commandée pour honorer les principales dames de la cour, qui était destinée à la maison londonienne du comte[30].
- Peter Besnier crée un buste en bronze de Catherine Murray, qui se trouve dans le cabinet blanc de Ham House[6]. Besnier fait partie d'une famille de sculpteurs français au service de la famille royale[31]. C'est un élève d'Hubert Le Sueur, à qui le buste avait été précédemment attribué[30].

## Remarques
1. ↑  William Murray n'a pas utilisé son titre durant sa vie. Aussi celui-ci ne figure-t-il pas sur sa tombe en 1649.[23]